# Fontaine del Babuino
La fontaine del Babuino (ou, en français, « fontaine du Babouin »), est l'une des six statues parlantes de Rome.
C'est la représentation d'un « silène allongé sur un rocher », appelée par le peuple de Rome “babouin” à cause de sa laideur et sa difformité pouvant être comparée à un singe.

## L'histoire et l'emplacement
En 1571, le pape Pie V accorde l'utilisation de quelques onces d'eau du nouvel aqueduc Vergine, au palais du noble Alessandro Grandi. Celui ci, en l'honneur du Pape, décide de faire réaliser une fontaine à usage public, et place la statue comme ornement de la vasque, fixé à la façade de l'immeuble. La construction de la fontaine a duré quelques années, mais en 1576, elle était achevée. Les ornements comprennent également deux dauphins, un symbole héraldique de la famille du nouveau pape Grégoire XIII (Buoncompagni), qui entre-temps avait acheté l'immeuble. La statue a été placée dans une niche flanquée de deux pilastres dont les chapiteaux soutiennent la partie supérieure de la monture sur laquelle ont été placés les deux dauphins.
La statue de la fontaine était si unique qu'elle a influencé fortement l'imagination et l'intérêt des Romains. L'un des premiers effets fut le changement du nom de la rue, qui est passé de via Paolina en via del Babuino. En outre, elle a rapidement compté parmi les statues parlantes de Rome, et, comme les cinq autres, elle a été la voix des différents pasquinate, satires violentes et souvent irrévérencieuses, destinées à frapper fortement et toujours anonymement les personnages publics les plus en vue à Rome, à partir du XIVe siècle. Ces pasquinate (« pasquinades ») ont même été définies comme babuinate (« babouinades »).
En raison de la construction du système d'assainissement, en 1877, l'ensemble du complexe a été démembré : la vasque a été utilisée pour une autre fontaine dans la via Flaminia, tandis que la statue a été placée à l'intérieur du palais anciennement Buoncompagni. Seulement en 1957, à la suite d'un projet de restauration mené par certains citoyens romains, le Silène est retourné dans la rue. Il se trouve désormais à côté de l'église Saint-Athanase des Grecs, réduit au rang d'élément décoratif de la vasque antique, également récupérée, où s'abreuvaient autrefois les chevaux. La dernière rénovation de la fontaine et de son entourage a été réalisée en 2007.
Le 29 octobre 2015 elle est l'objet d'une nouvelle restauration, grâce à une libéralité de la marque italienne de vêtements de luxe Brioni. Les travaux se sont terminés le 17 décembre 2015.

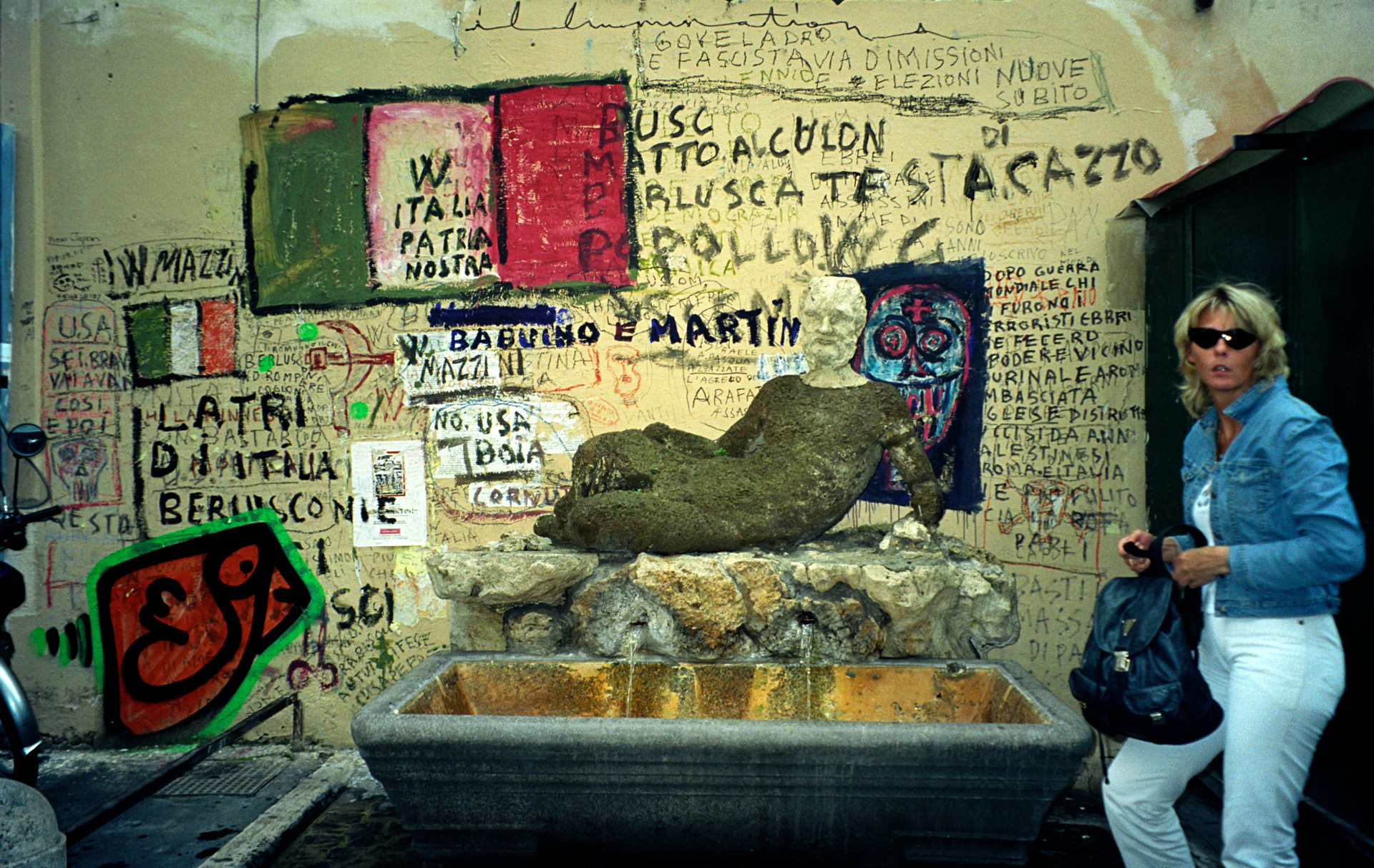
La Fontana del Babuino en 2002, état avant restauration.
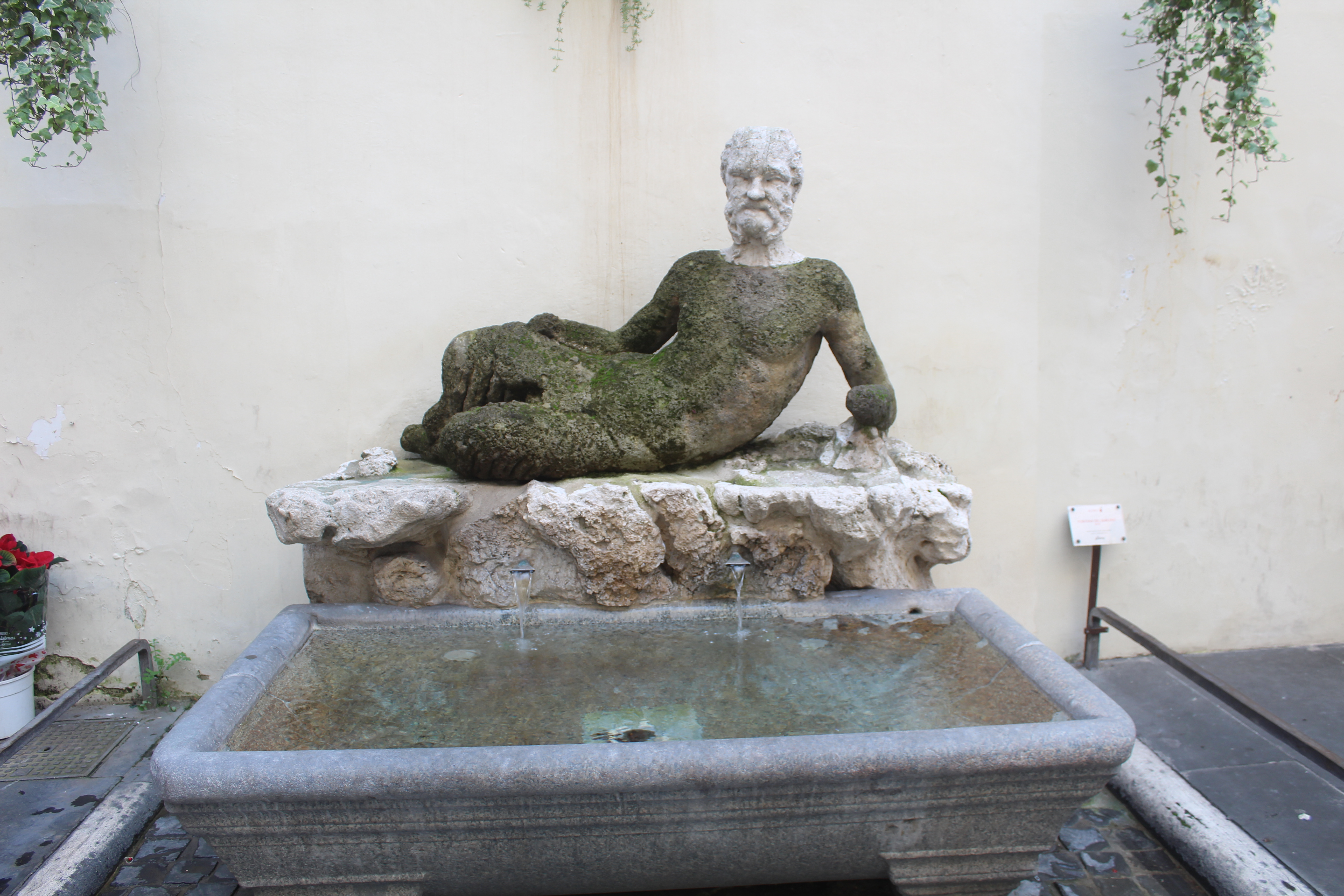
La fontaine en 2020, après restauration.